# Breathe Carolina
Breathe Carolina — американский музыкальный электронный дуэт из Денвера, Колорадо, состоящий из Дэвида Шмитта и Томми Купермэна. К настоящему времени коллективом выпущено пять альбомов и десять мини-альбомов. В 2018 году заняли 77 место в списке лучших диджеев мира по версии DJ Magazine, а в следующем году улучшили свой результат на 15 пунктов.

## История
Кайл Эвен родился 21 сентября 1985 в Гленвуд Спрингс, штат Колорадо. Дэвид Шмитт родился 26 марта 1988 года также в Колорадо. Первой группой Эвена была «Keep this in Mind» вместе с музыкантами Кайлом Кнадсоном и Брэнтом Фэйлло. Позднее он входил в состав коллектива «Rivendale» вместе с музыкантами Адамом Галлагосом, Крисом Хеатоном, Джастином Прайсом и Нэйтом Майлли. Шмитт играл в группе под названием «As the Flood Waters Rose», позднее называвшейся «The Autobiography». Обе группы часто играли совместно. Flood Waters Rose открывала Ривендэйлский альбом, выпущенный Grandpa’s Music Box в Торонто. Обе группы распались с поступлением в колледж членов их коллективов и Эван с Шмиттом организовали свой дуэт.
Breathe Carolina появилась в 2007 году в Денвере, Колорадо, начав с песен, записанных Кайлом Эвеном и Дэвидом Шмиттом для своих фанатов под музыку, созданную в программе GarageBand. Открыв профиль дуэта в MySpace, их песни в 2008 году прослушали 10 000 раз и около 30 миллионов раз в 2009 году. Название Breathe Carolina появилось из мечты Шмитта в 9-м классе о женщине по имени Каролина. Вскоре после этого Эвен оставил свою работу фотографа, сосредоточившись на музыкальном туре с полной занятостью. Их первый мини-альбом Gossip вышел 26 ноября 2007 эксклюзивно для iTunes. Он был самоизданным и с того времени был убран из хранилища.
Breathe Carolina записала свой первый альбом, используя программу GarageBand, и до его издания подписала контракт с лейблом Rise Records. В альбом были включены пять новых песен, не вошедшие в Gossip, такие как «The Introduction», «No Vacancy», «Show Me Yours», «Classified», «That’s Classy» и «You Wish». Только трек «Don’t Forget: Lock The Door» был с Gossip EP и не входил на LP. Альбом вышел 16 сентября 2008 вслед за туром для раскрутки этого альбома. Breathe Carolina проводила свой тур с коллективами Every Avenue, Brokencyde и The Morning Of. Во время «The Delicious Tour» они объявили, что будут снимать видеоклип на песню «Diamonds». В клипе снялись группа Millionaires, а также Josh White из Umbrella Clothing и This City Is Burning Records.
18 августа 2009 года люди услышали второй полноформатный альбом, который назывался Hello Fascination, для записи которого к группе присоединились Джошуа (клавиши, гитара, бэк-вокал), Луис (музыкальное программирование) и Эрик (ударные). На песни I.D.G.A.F. и Hello Fascination были сняты клипы.
22 декабря 2010 Fearless Records опубликовали 30-секундное превью песни Blackout. Вскоре после этого появилось сообщение о том, что новый альбом группы будет называться Hell Is What You Make It и будет доступен для прослушивания 12 июля 2011 года. Позже был выпущен EP, который назывался Blackout: The Remixes.
23 декабря группа подписала контракт с звукозаписывающей компанией Columbia Records.
22 февраля 2012 года группа подтвердила своё участие в Vans Warped Tour 2012.
21 мая 2012 года на сайте altpress.com состоялась премьера сингла, который получил название Hit And Run.
30 июня 2012 года был анонсирован выход переиздания третьего студийного альбома. Релиз был назначен на 10 июля 2012 года и получил название Hell Is What You Make It: RELOADED. Помимо стандартного трек-листа, были добавлены 4 песни: Last Night (Vegas) vol.2, Reaching For The Floor, Hit And Run, Hit And Run (Wideboy remix)
На лейбле Armada Music в 2015 году группа выпустила такие треки, как «Anywhere But Home», «Platinum Hearts» и «Stars & Moon».
После множества синглов и ремиксов 19 июля 2016 года Breathe Carolina объявила о новом EP с названием «Sleepless», релиз которого был назначен на 16 сентября 2016 года. На первый сингл — «See The Sky», записанный вместе с Jay Cosmic и вокалом Haliene, был выпущен видеоклип на лейбле Spinnin' Records, а также и на второй сингл — «Stable», записанный вместе с Crossnaders. 23 декабря 2016 года был выпущен новый EP «Oh So Hard», в который вошли четыре трека: «Talisman», «Atlantis», «Break Of Dawn» и «Get Down».
В настоящее время дуэт преимущественно выпускает работы в жанрах хаус и дабстеп.

## Участники
Состав
- Дэвид Шмитт — вокал, ударные, гитары, клавишные, музыкальное программирование, синтезаторы, фортепиано, перкуссия (2007-настоящее время)
- Томми Купермэн — гитары, программирование, продюсер, клавишные, скриминг, синтезаторы (2013-настоящее время)

Бывшие участники
- Кайл Эвен — скриминг, вокал, клавишные, музыкальное программирование, клавитара, гитары, бас-гитара (2007-2013)
- Джошуа Арагон — гитары, басы, синтезаторы, клавишные, музыкальное программирование, бэк-вокал (2007-2013 как сессионный участник)
- Льюис Бонэ — музыкальное программирование, клавишные, диджей, гитары, басы (2007-2013 как сессионный участник, 2013-2015)
- Эрик Армент — ударные, перкуссия, продюсер (2007-2013 как сессионный участник, 2013-2017)

Временная шкала

## Дискография
Альбомы:
- 2008: It’s Classy, Not Classic
- 2009: Hello Fascination
- 2011: Hell Is What You Make It
- 2014: Savages
- 2019: Dead: The Album

Синглы:
- 2013: Savages
- 2014: Sellouts (ft. Danny Worsnop)
- 2015: Anywhere But Home (with APEK)
- 2015: Hero (Satellite) [with Y&V]
- 2015: Platinum Hearts (feat. KARRA)
- 2015: More Than Ever (with Ryos feat. KARRA)
- 2015: Stars & Moon (with Shanahan feat. Haliene)
- 2016: RUINS (feat. Angelika Vee)
- 2016: Lovin (with APEK feat. Neon Hitch)
- 2016: Soldier (with Blasterjaxx)
- 2016: Marco Polo (vs. Bassjackers with Reez)
- 2016: Giants (with Husman feat. Carah Caye)
- 2016: See The Sky (with Jay Cosmic feat. Haliene)
- 2016: Stable (with Crossnaders)
- 2016: Echo (Let Go) [with IZII]
- 2017: Can’t Take It (with Bassjackers feat. CADE)
- 2017: Up All Night (with Streex)
- 2017: Rhythm Is A Dancer (with Dropgun feat. Kaleena Zanders)
- 2017: Glue
- 2017: Hotel (with Flatdisk)
- 2017: The Fever (with Bassjackers and APEK)
- 2018: DYSYLM (with Sunstars)

EP:
- 2007: Gossip
- 2011: Blackout: The Remixes
- 2015: Acoustic
- 2015: Thank You
- 2015: More Than Ever: The Thank You
- 2016: Ruins: The Thank You
- 2016: Sleepless
- 2016: Oh So Hard
- 2017: Coma
- 2018: Oh So Hard Part 2